# 福岡県道・佐賀県道131号小郡基山線
福岡県道・佐賀県道131号小郡基山線（ふくおかけんどう・さがけんどう131ごう おごおりきやません）は、福岡県小郡市から佐賀県三養基郡基山町に至る一般県道である。

## 概要
福岡県小郡市小郡から佐賀県三養基郡基山町大字小倉に至る。

### 路線データ
- 起点：福岡県小郡市小郡（小郡自衛隊入口交差点、国道500号交点）
- 終点：佐賀県三養基郡基山町大字小倉（小倉東交差点、福岡県道・佐賀県道132号本郷基山停車場線終点、佐賀県道・福岡県道137号基山平等寺筑紫野線起点）

## 地理

### 通過する自治体
- 福岡県
  - 小郡市
- 佐賀県
  - 三養基郡基山町

### 交差する道路
| 交差する道路                                                                      | 都道府県名 | 市町村名 | 市町村名 | 交差する場所 | 交差する場所         |
| --------------------------------------------------------------------------------- | ---------- | -------- | -------- | ------------ | -------------------- |
| 国道500号                                                                         | 福岡県     | 小郡市   | 小郡市   | 小郡         | 小郡自衛隊入口交差点 |
| 福岡県道・佐賀県道132号本郷基山停車場線 佐賀県道・福岡県道137号基山平等寺筑紫野線 | 佐賀県     | 三養基郡 | 基山町   | 大字小倉     | 小倉東交差点 / 終点  |

### 交差する鉄道
- 甘木鉄道甘木線

### 沿線
- 小郡市役所
- 小郡市立大原中学校
- 九州情報大学
- 陸上自衛隊小郡駐屯地
- 基山ラジウム温泉